# Charles Sheffield
Charles Sheffield (Kingston upon Hull, 25 de junio de 1935 - Rockville, 2 de noviembre de 2002) fue un físico y escritor de ciencia ficción británico-estadounidense.

## Biografía
Charles Sheffield, tras graduarse con los máximos honores en matemáticas y física en el St John College de la Universidad de Cambridge, se doctoró en física teórica en la Universidad de Washington. Como científico fue consejero de la Oficina de Evaluación Tecnológica del Congreso de Estados Unidos, e investigador principal y consultor de la NASA, para quien analizó el efecto del campo gravitatorio de la Luna sobre un vehículo espacial en los años 60. Fue presidente de la American Astronautical Society. Sirvió también como director científico y miembro del consejo de la Earth Satellite Corporation antes de dedicarse exclusivamente a la literatura. Tras enviudar de Sarah Sanderson (fallecida en junio de 1977) y divorciarse de Linda Zall, se casó con la también escritora de ciencia ficción Nancy Kress. Tuvo cuatro hijos.
Como escritor de ciencia ficción, fue uno de los representantes por excelencia de la ciencia ficción dura. Comenzó su carrera casi a los 40 años y, aunque su intención fue publicar solo tres historias, solo por demostrar que podía, publicó 27 novelas y 6 recopilaciones de relatos.
Su primer manuscrito, de menos de 10 000 palabras, fue rechazado por muchos editores hasta aparecer en la revista Galaxy como 'What Song the Sirens Sang'.
Entre sus galardones destaca el premio John W. Campbell Memorial de 1993 conseguido con la novela Brother to Dragons (inédita en castellano). El mismo año 'Georgia on my mind' obtuvo los premios Hugo y Nebula.
También fue presidente entre 1984 y 1986 de la Asociación de escritores de ciencia ficción y fantasía de Estados Unidos.